# Comuna Chichiș, Covasna
Chichiș (în maghiară Kökös, în germană Blauendorf) este o comună în județul Covasna, Transilvania, România, formată din satele Băcel și Chichiș (reședința).

## Așezare
Comuna Chichiș este situată în partea de sud-vest a județului Covasna la limita cu județul Brașov, având ca vecini; la est comuna Ozun, la vest comuna Ilieni, comuna Prejmer în sud iar în partea nordică, municipiul Sfântu Gheorghe. Comuna este străbătută de DN11, Brașov - Bacău, respectiv, DN 12, Chichiș - Toplița.

## Demografie
Componența etnică a comunei Chichiș
     Maghiari (50,58%)
     Români (44,68%)
     Alte etnii (0,19%)
     Necunoscută (4,55%)
Componența confesională a comunei Chichiș
     Ortodocși (43,83%)
     Reformați (32,73%)
     Unitarieni (10,45%)
     Romano-catolici (6,69%)
     Alte religii (1,49%)
     Necunoscută (4,81%)
Conform recensământului efectuat în 2021, populația comunei Chichiș se ridică la 1.540 de locuitori, în creștere față de recensământul anterior din 2011, când fuseseră înregistrați 1.537 de locuitori. Majoritatea locuitorilor sunt maghiari (50,58%), cu o minoritate de români (44,68%), iar pentru 4,55% nu se cunoaște apartenența etnică. Din punct de vedere confesional, cei mai mulți locuitori sunt ortodocși (43,83%), cu minorități de reformați (32,73%), unitarieni (10,45%) și romano-catolici (6,69%), iar pentru 4,81% nu se cunoaște apartenența confesională.

## Politică și administrație
Comuna Chichiș este administrată de un primar și un consiliu local compus din 11 consilieri. Primarul, Silviu Tăras[*], de la Uniunea Democrată Maghiară din România, este în funcție din octombrie 2020. Începând cu alegerile locale din 2024, consiliul local are următoarea componență pe partide politice:
|  | Partid                                 | Consilieri | Componența Consiliului | Componența Consiliului | Componența Consiliului | Componența Consiliului | Componența Consiliului | Componența Consiliului | Componența Consiliului |
|  | -------------------------------------- | ---------- | ---------------------- | ---------------------- | ---------------------- | ---------------------- | ---------------------- | ---------------------- | ---------------------- |
|  | Uniunea Democrată Maghiară din România | 7          |                        |                        |                        |                        |                        |                        |                        |
|  | Partidul Social Democrat               | 2          |                        |                        |                        |                        |                        |                        |                        |
|  | Alianța pentru Unirea Românilor        | 1          |                        |                        |                        |                        |                        |                        |                        |
|  | Partidul Național Liberal              | 1          |                        |                        |                        |                        |                        |                        |                        |

## Istoric
Săpăturile arheologice făcute de-a lungul timpului în această zonă aduc dovezi materiale ale unor locuiri încă din cele mai vechi timpuri, astfel în locul numit Între Anini s-au găsit materiale ceramice din epoca bronzului.
În altă zonă a comunei, numită După Anini s-au găsit mai multe fragmente de vase, o fusoială de lut și fragmente de ceramică aparținând epocii romane.
Cu ocazia construirii podului de peste Rîul Negru, pe malul drept al râului la o adâncime de 4 m a fost găsit un schelet cu o spadă și o monedă din secolul al XIII-lea.
La sfârșitul secolului al XIII-lea la Chichiș a fost construită prima biserică catolică, care a devenit după reforma protestantă biserică unitariană, astăzi monument UNESCO. În anul 1740 a fost construită biserica ortodoxă cu hramul Sfinților Apostoli Petru și Pavel, biserică de lemn, astăzi monument istoric.
În anul 1885 la Băcel se construiește Biserica Ortodoxă în formă dreptunghiulară, cu un singur turn și altar cu laturi hexagonale.
În luptele ce au avut loc în anul 1848, pe teritoriul comunei, trupele conduse de revoluționarul pașoptist maghiar Aron Gabor au fost înfrânte de armata țaristă, iar în memoria revoluționarului maghiar, la Chichiș se va ridica o statuie.

## Economie
Economia comunei este bazată pe activități în domeniul exploatării și prelucrării lemnului, comerțului cu produse agricole, serviciilor și agroturismului. Activitatea principală rămâne însă agricultura, prin cultura plantelor și creșterea animalelor.

## Obiective turistice

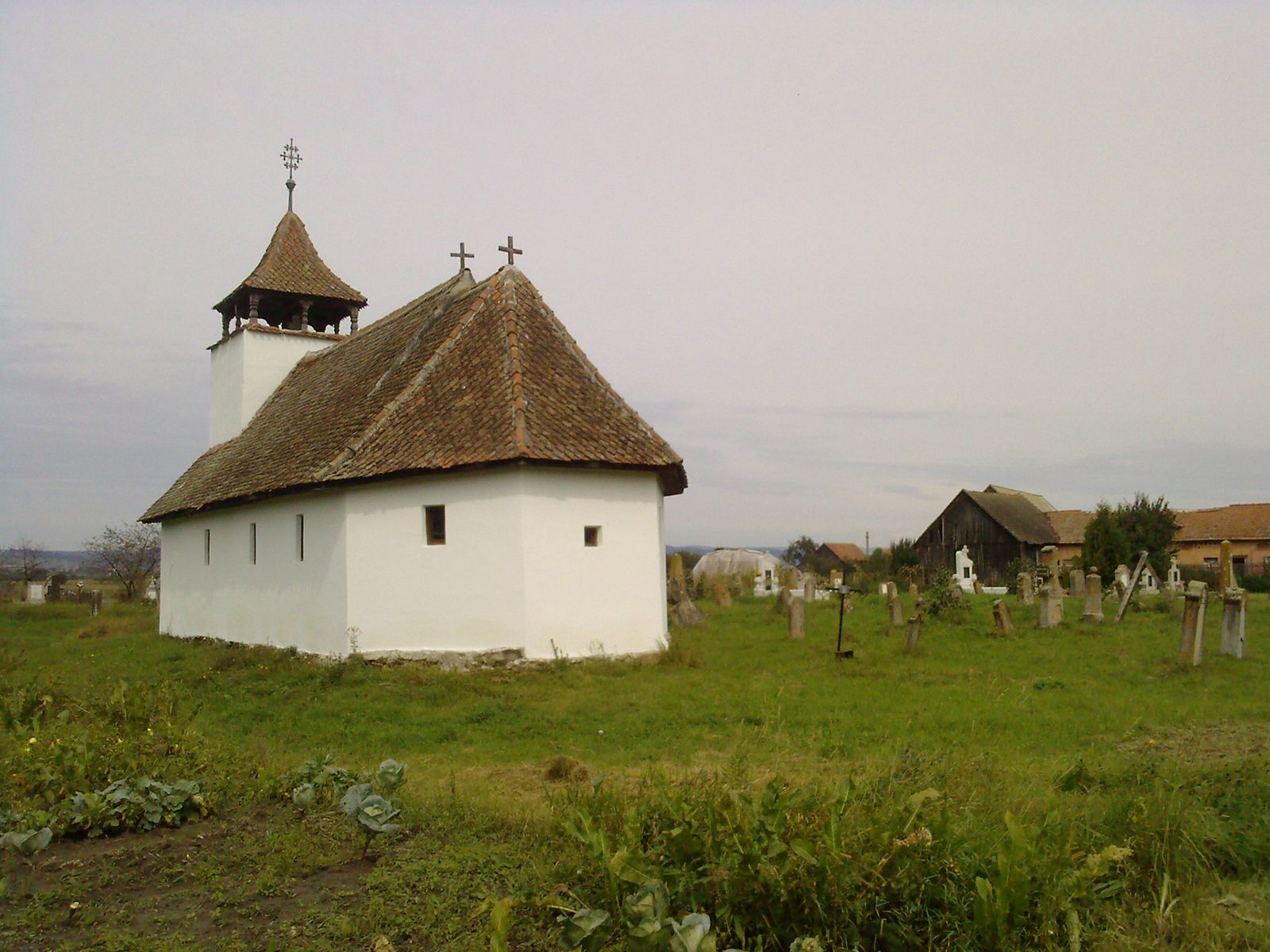
Biserica de lemn din Chichiș, construită în anul 1740

- Biserica unitariană din Chichiș, construită la sfârșitul secolului al XIII-lea, monument UNESCO
- Biserica de lemn din Chichiș cu hramul „Sf. Apostoli Petru și Pavel”, construită în secolul al XVIII-lea
- Biserica Ortodoxă din Băcel, construcție secolul al XIX-lea
- Biserica Ortodoxă din Chichiș, ce poartă hramul „Sfintei Treimi”
- Monumentul Eroilor, Chichiș
- Natura Parc, parc de distracții, Chichiș